# 伊藤善市
伊藤 善市（いとう ぜんいち、1924年12月15日 - 2007年2月16日）は 日本の経済学者。息子は伊藤真市（宮城大学准教授、デザイン情報学）。キリンHD社長の磯崎功典は次女潤子の夫。

## 略歴
1924年（大正13年）に山形県酒田市に生まれ、1929年（昭和4年）より同県余目町で育つ。余目小学校、酒田商業学校、横浜高等商業学校を経て、1947年（昭和22年）に東京商科大学（現・一橋大学）を卒業する。1950年（昭和25年）に山形大学文理学部助手、1952年（昭和27年）に同学部講師、1955年（昭和30年）に同学部助教授となる。 
1956年（昭和31年）に東京女子大学文学部助教授、1965年（昭和40年）に同学部教授、1970年（昭和45年）に経済学博士（慶應義塾大学）、1975年（昭和50年）に文理学部長、1990年（平成2年）に東京女子大学比較文化研究所長となる。    
1993年（平成5年）に帝京大学大学院経済学研究科教授、東京女子大学名誉教授となり、2000年（平成12年）に帝京大学を退職する。
山形大学で教鞭をとっていたときの教え子が中核となり、実業界や官公庁等の広い分野の人材が結集して学び合う、会員制組織「地域経済研究会」の会長を、亡くなる寸前まで42年間務め、山形県内に人的交流と自力創生のための種蒔きを意欲的に実施した。山形県内を始め各地に、伊藤を「師」と仰ぐ方々がいる。
2002年（平成14年）春の叙勲で、勲二等瑞宝章を受章する。

### 職歴
- 1950年 山形大学文理学部助手
- 1952年 山形大学講師
- 1955年 山形大学助教授、山形県行財政審議会委員、山形市総合企画審議会委員
- 1956年 東京女子大学文学部助教授
- 1959年 酒田市行財政顧問
- 1960年 島根県総合振興計画審議会委員
- 1961年 山形県総合開発審議会委員（1975年会長）
- 1962年 新潟県総合開発審議会専門委員（1969年委員）、地域経済問題調査会専門委員、人口問題審議会専門委員（1973年委員）
- 1964年 国民生活審議会委員、地域経済研究会が発足、会長に就任、沿岸漁業振興審議会臨時委員、建設省専門委員
- 1965年 東京女子大学教授、東北開発審議会専門委員（1970年委員）、山村振興対策審議会専門委員
- 1967年 鹿児島県開発計画会議委員
- 1968年 中小企業政策審議会専門委員、観光政策審議会専門委員（1982年委員）
- 1969年 豪雪地帯対策審議会専門委員
- 1970年 経済学博士（慶應義塾大学）、国家公務員上級試験専門委員、青少年問題審議会委員、首都圏整備審議会委員、運輸政策審議会専門委員（1980年委員）
- 1971年 経済審議会専門委員
- 1972年 酒田市専門委員、米沢市建設振興審議会顧問（1974年委員、1975年会長）
- 1973年 工業立地及び工業用水審議会委員（1997年会長）
- 1975年 東京女子大学文理学部長、国土審議会特別委員（1979年委員）、中央社会保険医療協議会委員
- 1976年 産炭地域振興審議会専門委員、大学設置審議会専門委員
- 1978年 酒田市大学誘致協議会会長、海洋開発審議会専門委員、山形県企業振興委員会委員
- 1979年 大平正芳総理の政策研究会・家庭基盤充実研究グループ議長、税制調査会特別委員
- 1980年 沖縄振興開発審議会専門委員、金山町政策顧問会議委員
- 1981年 庄内空港建設調査委員会専門委員
- 1982年 鶴岡市行政顧問
- 1983年 庄内空港建設促進期成同盟会特別顧問
- 1985年 櫛引町行政顧問
- 1988年 自治大臣地域づくり懇談会座長
- 1989年 最上広域市町村圏事務組合政策顧問
- 1990年 東京女子大学比較文化研究所長
- 1991年 産業構造審議会委員、道路審議会専門委員
- 1992年 東北芸術工科大学理事、工業立地及び工業用水審議会委員（1997年会長）
- 1993年 帝京大学大学院経済学研究科教授、東京女子大学名誉教授、地方制度調査会委員
- 1994年 地域づくり団体全国協議会会長
- 1996年 京都和風迎賓施設建設懇談会座長
- 1997年 東北芸術工科大学顧問（2002年まで）
- 1998年 新ふるさとづくり懇談会座長
- 2000年 帝京大学退職

## 受賞
- 日本都市学会賞
- 山形市三浦記念賞
- 紺綬褒章
- 米沢市功績賞
- 日本地域学会功績賞
- 酒田市特別功労表彰
- 勲二等瑞宝章[1]
- 八幡町特別功労表彰
- 余目町名誉町民

## 著書
- 『国土開発の経済学』春秋社、1961年
- 『地域開発と中小企業』全国地方銀行協会、1963年
- 『都市化時代の開発政策』春秋社、1969年、増補版 1970年
- 『現代人の経済学　日本経済を理解するために』有斐閣選書、1970年
- 『地域開発と国民福祉－日本列島の未来像―』日本労働協会、1972年
- 『地域開発論 住みよい国土とするために』旺文社（テレビ大学講座）1979年
- 『随想・地方の時代　還暦記念文集』中央公論事業出版、1984年
- 『東京と地方－四全総で何が変るのか』中央経済社、1989年
- 『地域開発と21世紀への国づくり』有斐閣、1991年
- 『地域活性化の戦略－格差・集積・交流－』有斐閣、1993年
- 『新・現代人の経済学』有斐閣、1993年
- 『地方の魅力を考える』中央経済社、1996年
- 『随想・地域を創る』エルコ、2001年
- 『環境再生の総合政策』有斐閣、2005年

## 共編著
- 『東京周辺都市の研究』（山鹿誠次と共編）大明堂、1965年
- 『日本経済の新地図』（坂本二郎と共編）日本放送出版協会、1966年
- 『都市化時代の日本経済』（坂本二郎と共著）講談社、1967年
- 『経済政策講義』（加藤寛と共編）青林書院新社、1969年
- 『日本の経済空間 過疎地帯の経済開発』（編）鹿島出版会、1970年
- 『沖縄の経済開発』（坂本二郎と共編）潮新書、1970年
- 『旭川経済ビジョン』（監修）旭川会議、1971年
- 『変貌する地域経済』（全国地方銀行協会と共編）金融財政事情研究会、1971年
- 『過密・過疎への挑戦』（編著）学陽書房、1974年
- 『都市問題の基礎知識 理論・現状・政策の総合的理解』（編者代表）有斐閣、1975年
- 『期待される新しい地方都市づくり』（監修）三修社、1979年
- 『経済政策』（加藤寛と共編）青林書院新社　1979年
- 『変動の時代1　経済の変動』（編）朝倉書店、1980年
- 『中部の風土と社会－その多様な素顔－』（塩野谷格と共同監修）東洋経済、1983年
- Climate and society of the Chubu Region diversitied aspect of Central Japan ，edited by Z．Ito &Shionoya，Chubu Region Development Research Center ，Inc．，1983
- 『地域経済活性化の戦略』（阿部統・華山謙と共編）学陽書房、1985年
- 『中部の国土空間』（塩野谷格と共同監修）、東洋経済、1986年
- 『自治体の国際化政策と地域活性化』（水谷三公・渡戸一郎と共編）、学陽書房、1988年
- 『経済学を初めて学ぶ』（荒憲治郎と共編）、中央経済社、1990年

## 訳書
- J・ロビンソン『雇用理論研究』（篠原三代平と共訳）、東洋経済、1955年
- W・ロックウッド（中山伊知郎監訳）『日本の経済発展』下巻、第6、第7章、東洋経済、1958年
- W・トンプソン『都市経済学序説』（恒松制治と共訳）、鹿島出版会、1969年
- J・B・カリングワース、S・C・オーア共編『地域計画と都市計画』（山里将晃と共同監訳）、鹿島出版会、1972年
- P・サムエルソン「アメリカ経済の諸問題」（篠原三代平・佐藤隆三編）『サムエルソン経済学体系』（8）所収、勁草書房、1982年
- E・ミルス『都市の経済学』（宮城辰男と共同監訳）、住宅新報社、1993年